# Aditya Mittal
Pour l’article homonyme, voir Aditya Mittal (joueur d'échecs).
Aditya Mittal, né en 1976,, est un industriel indien directeur général d'ArcelorMittal depuis février 2021.

## Biographie
Fils de Lakshmi Mittal, PDG du groupe de sidérurgie ArcelorMittal, il est licencié en économie et finance d'entreprise de la Wharton School de l'université de Pennsylvanie en 1996. Après un bref passage chez Credit Suisse First Boston pour s'occuper de fusions-acquisitions, il rejoint l'entreprise de son père comme responsable des acquisitions du groupe. Depuis le 5 août 2006, il y occupe la place de directeur financier (CFO) et responsable du segment « plats carbone Europe ».
Il est, ainsi que l'a souligné à l'époque Lakshmi Mittal, la cheville ouvrière de la fusion de la Mittal Steel Company avec Arcelor, qui a conduit à la naissance d'ArcelorMittal, société sidérurgique géante comptant, à l'époque, plus de 300 000 employés. Après avoir été directeur financier Europe, il devient CEO en février 2021  
Il aurait été rémunéré 6,5 millions d’euros en 2022, en hausse de 33 % par rapport à l'année précédente, ce qui représente l'évolution la plus importante parmi les dirigeants du CAC 40. Cette évolution est due à un bonus en cash qui a doublé, en dépit de la chute de 30 % du bénéfice net d’ArcelorMittal.